# Powiat des Bieszczady
Le powiat des Bieszczady (en polonais : powiat bieszczadzki) est une entité territoriale administrative (district) de la voïvodie des Basses-Carpates, située dans l'extrême Sud-Est de la Pologne, à la frontière de l'Ukraine. Son nom vient de la chaîne de montagnes des Bieszczady. Le district, disparu en 1975, a été recréé le 1er janvier 1999, à la suite de la Loi de la réorganisation de l'administration locale de 1998.
En 2002, la partie ouest du district en a été séparée pour former le powiat de Lesko. La seule ville importante du powiat des Bieszczady est Ustrzyki Dolne.
Le district possède une superficie de 1 138,17 km². En 2006 sa population totale est de 22 213 habitants, dont 9 478 habitants Ustrzyki Dolne et 12 735 habitants ruraux. Sa densité moyenne est de 19,5 personnes par kilomètre carré, densité la plus faible de la Pologne.
Le powiat comprend la plus grande partie du parc national de Bieszczady (Bieszczadzki Park Narodowy), désignée Réserve de biosphère des Carpates par l'UNESCO.

## Division administrative

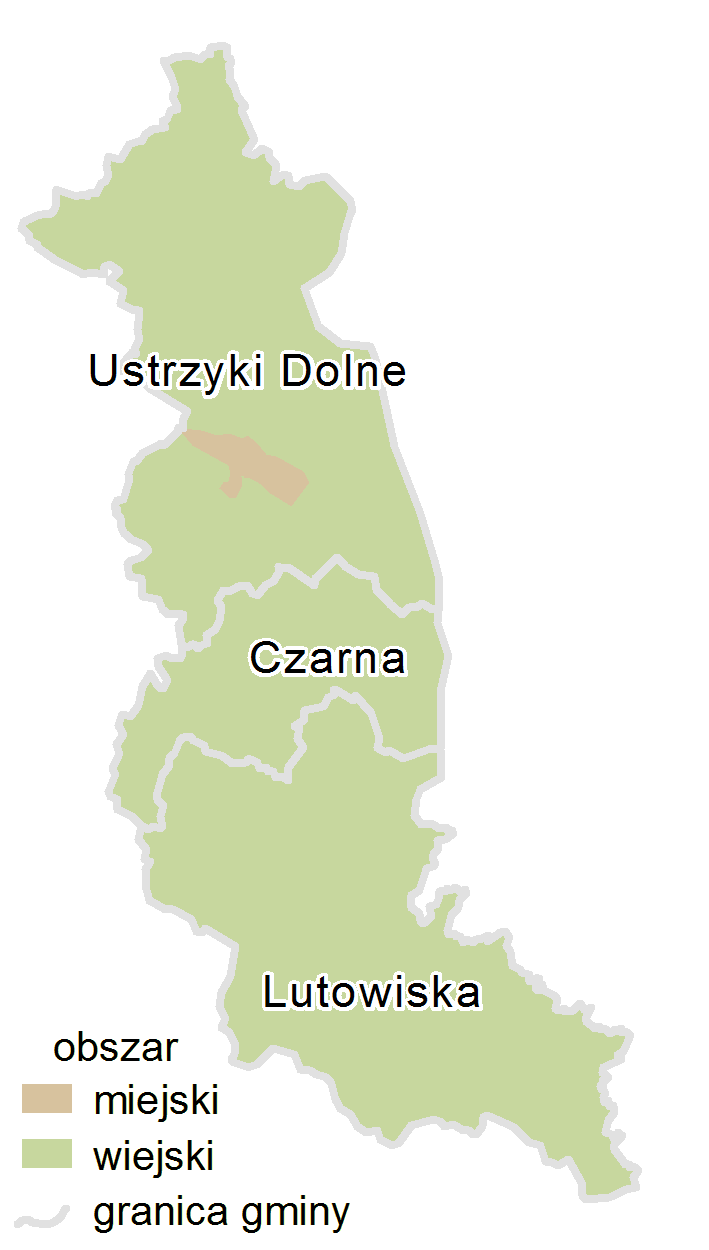
Carte du powiat (miejski : urbain ; wiejski : rural)

Le powiat est constitué de 3 communes :
| Gmina (Commune) | Type         | Superficie (km²) | Population (2006) | Siège          |
| Ustrzyki Dolne  | urbain-rural | 477,7            | 17 623            | Ustrzyki Dolne |
| Czarna          | rural        | 184,6            | 2 393             | Czarna         |
| Lutowiska       | rural        | 475,9            | 2 197             | Lutowiska      |

## Panorama

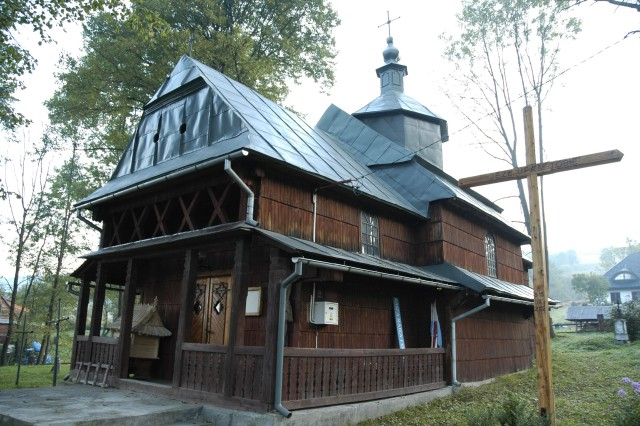
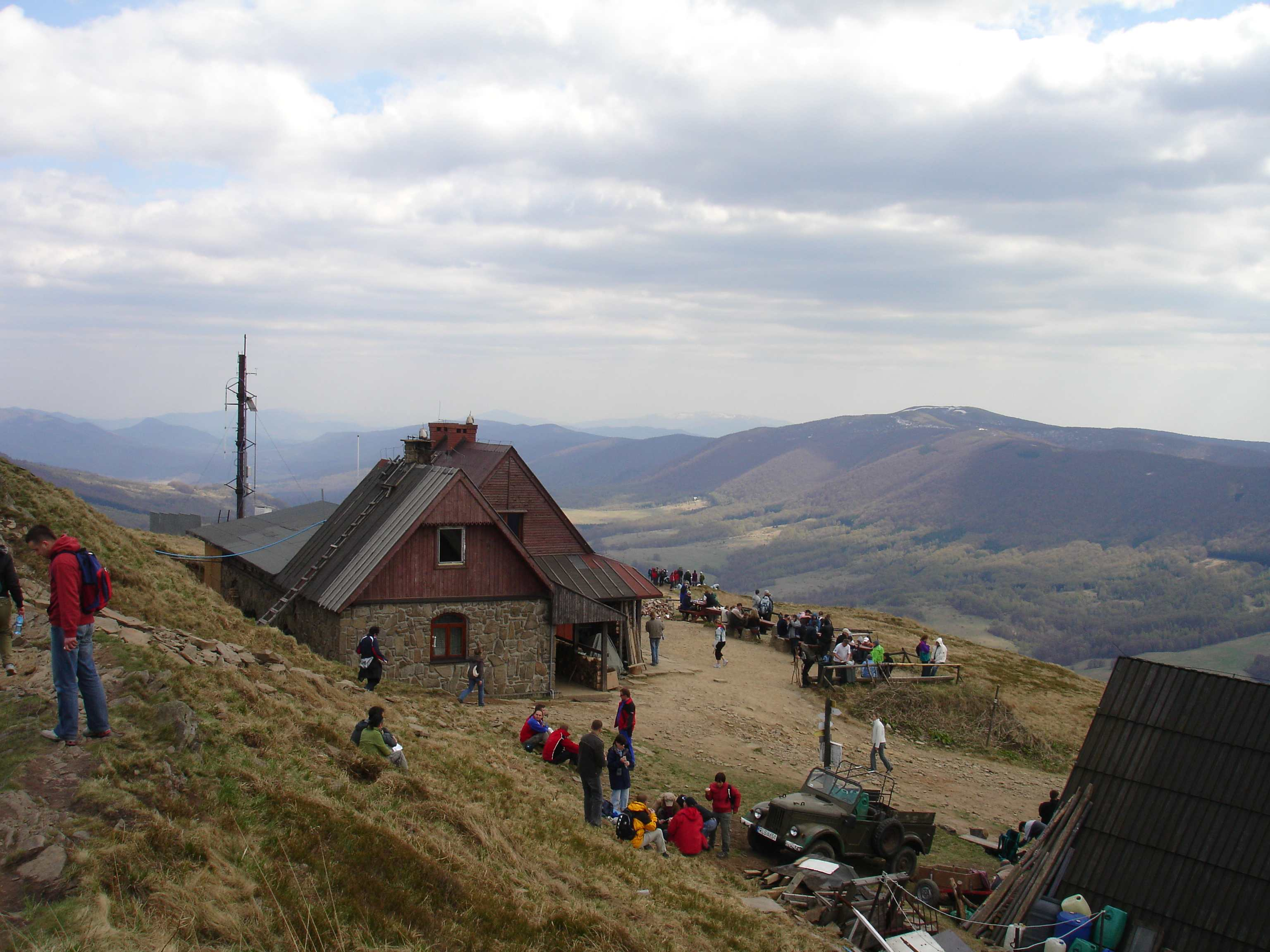
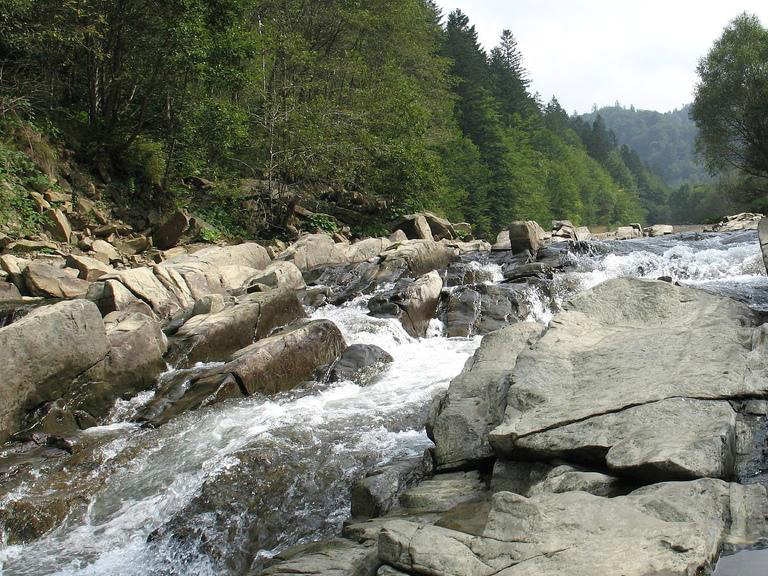
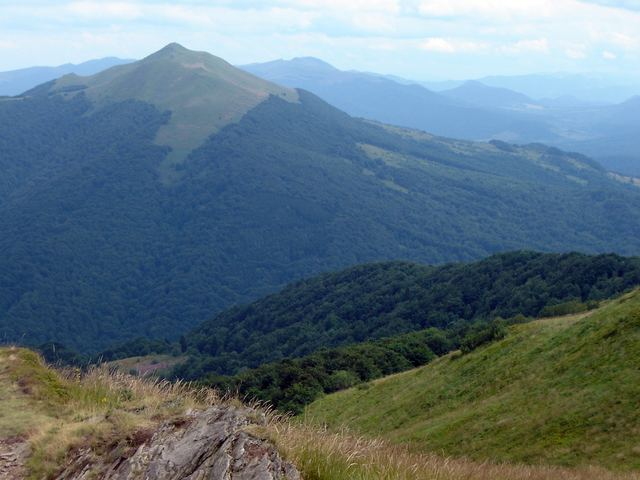
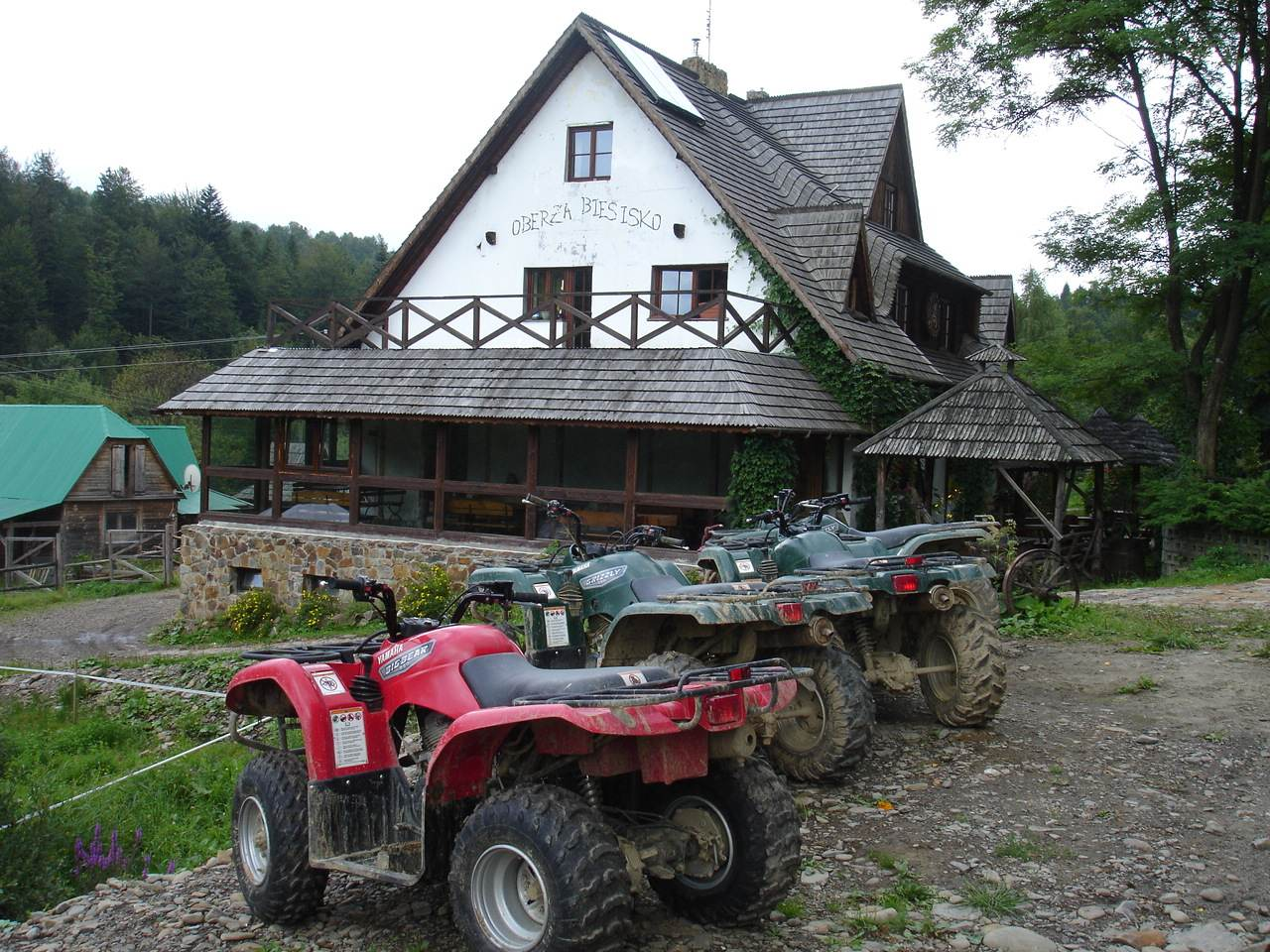
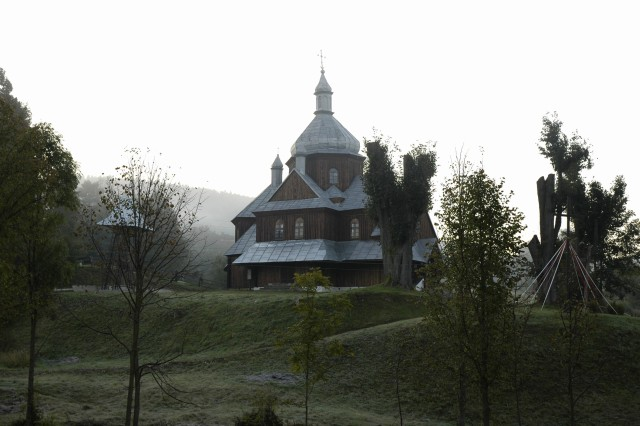
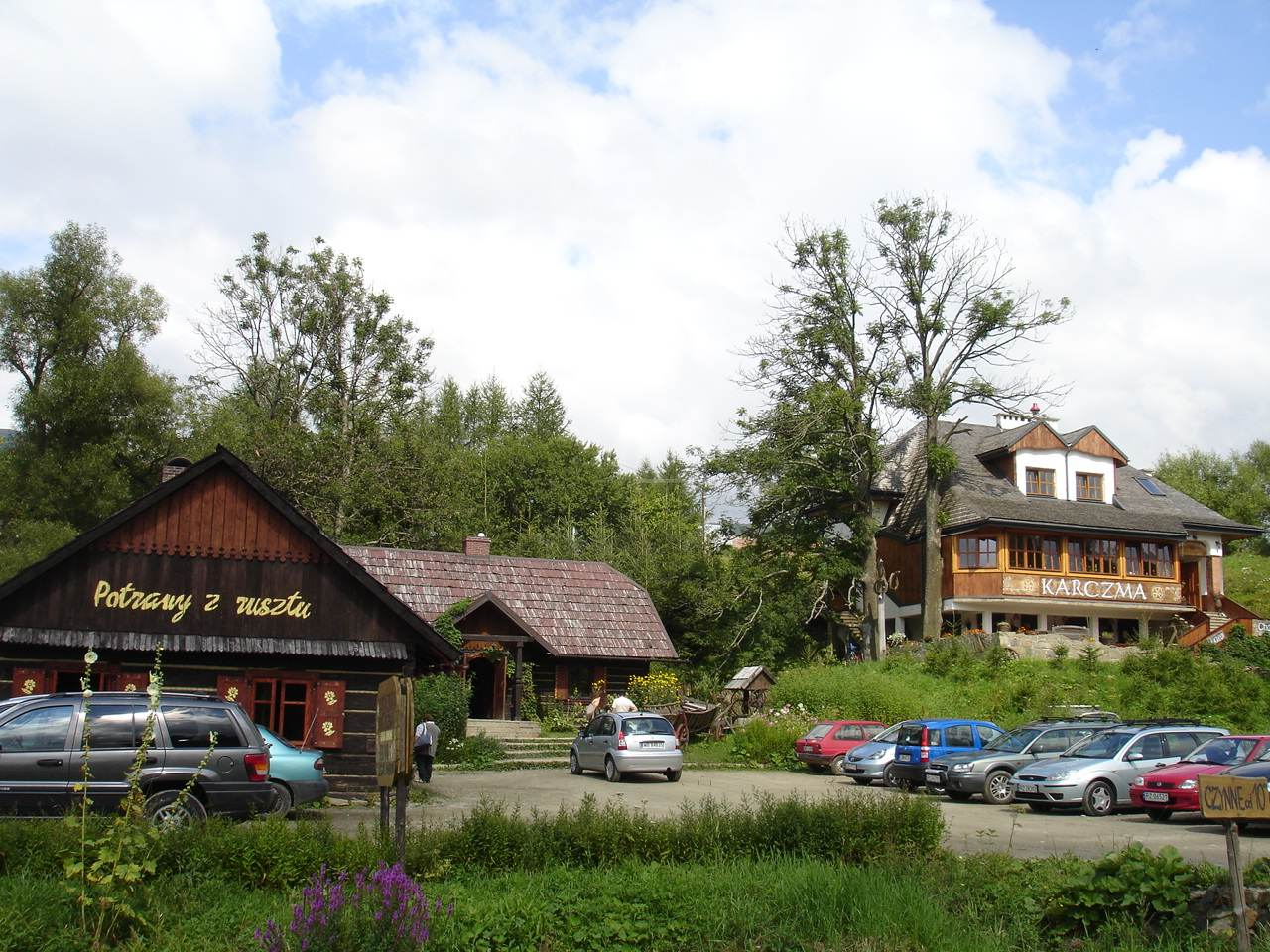
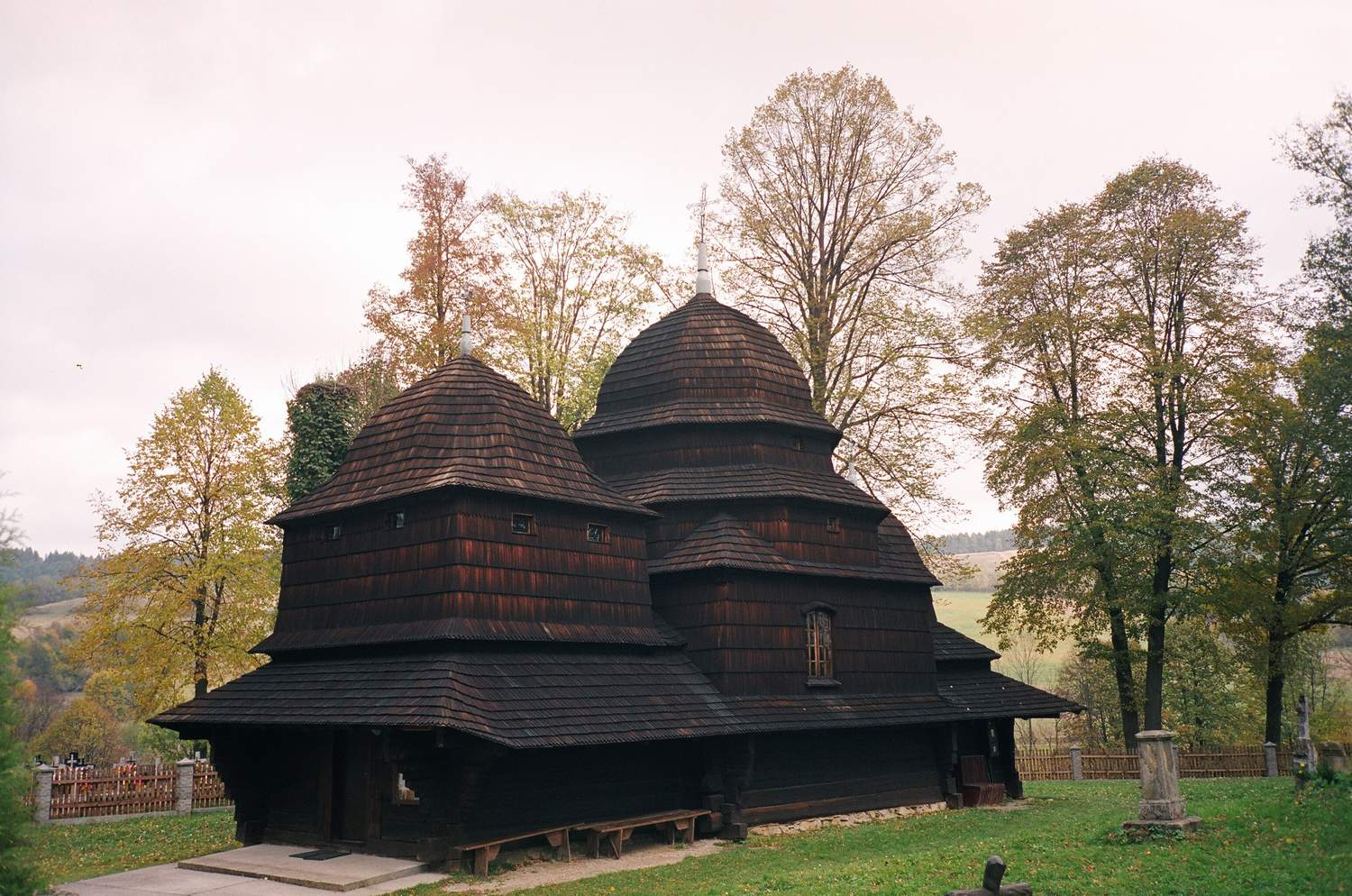
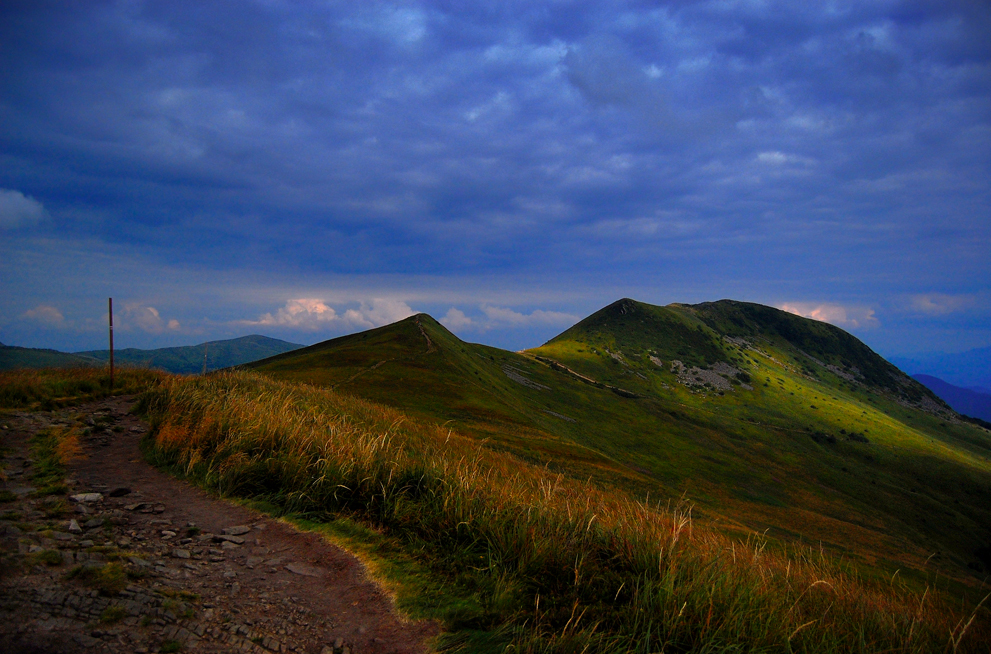